# Mont d'Alambre
Le mont d'Alambre est un sommet du Massif central, en France, culminant à 1 691 m d'altitude.

## Toponymie
Au XIe siècle, le mont d'Alambre était mentionné sous le nom Alambretum, avant de devenir Mons Alambra en 1203. L'origine de ce toponyme est incertaine et fait l'objet de plusieurs hypothèses. Il pourrait être lié au dieu Alambros, signifier « montagne aux brebis » en langues celtiques, ou encore provenir de la racine pré-indo-européenne al, associée à cal, signifiant « pierre » et désignant spécifiquement un relief rocheux.

## Géographie
Le mont d'Alambre, d'origine volcanique, est situé dans le massif du Mézenc, faisant partie du Massif central. Il est séparé du mont Mézenc par le col de la Croix de Peccata (1 559 m).
Il s'élève sur la commune des Estables dans le département de la Haute-Loire.

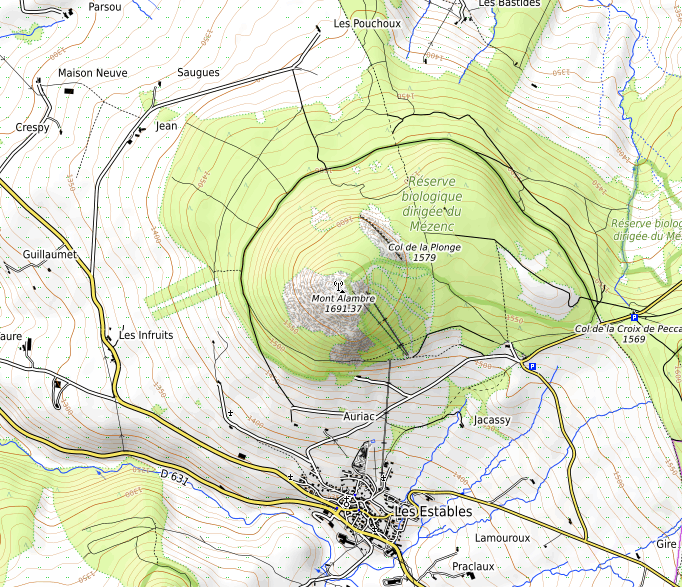
Carte topographique.

## Activités économiques
En plus des traditionnelles activités pastorales, le mont d'Alambre est équipé de plusieurs remontées mécaniques aboutissant à quelque 1 650 mètres d'altitude et permettant la pratique des sports d'hiver sur un grand domaine skiable. L'été, l'activité de parapente est pratiquée à partir du sommet.